# Helga Baagøe
Kerstin Helga Baagøe, född 5 februari 1963 i Eksjö, är en svensk kommunikatör.
Baagøe läste informatörlinjen vid högskolan i Jönköping och har dessutom studerat vid Lunds universitet. Innan hon kom till mediebranschen jobbade hon för Förenade Fabriksverken från 1989.
Hon anställdes av TV4 våren 1990. Efter ett år blev hon informationschef vid kanalen och vad med om att bygga upp kanalens presstjänst. Hon sade upp sig från tjänsten som informationschef där i februari 1997 i samband med en omorganisation av informationsavdelningen. Senare under 1997 blev hon presschef på Posten AB.
I september 1999 meddelades det att hon blev informationsdirektör för Icon Medialab. Där arbetade även två av hennes tidigare chefer. Tidigare Posten-vd:n Ulf Dahlsten var vd och tidigare TV4-vd:n Björn Nordstrand var styrelseordförande och storägare. Baagøe lämnade Icon under 2001.
I november 2001 meddelades det att Baagøe skulle tillträda en nyinrättad tjänst som informationsdirektör på Sveriges Television.
Den 1 juni 2013 lämnade Baagøe SVT och blev kommunikationsdirektör på SJ AB. I februari 2015 lämnade hon SJ efter en konflikt med vd Christer Fritzson. Efter att ha lämnat SJ har hon arbetat med strategisk kommunikation på konsultbasis.
Baagøe är uppvuxen i Göteborg. Hon är gift med journalisten Martin Engqvist.

## Källhänvisningar
1. 1 2  ”Helga älskar journalister”. Resumé. 7 maj 1992.
2. ↑  ”Bäst när det brinner”. Svenska Dagbladet. 14 september 1999.
3. ↑  ”Helga Baagøe lämnar TV4”. Resumé. 6 februari 1997.
4. ↑  ”Dahlsten tar med Baagøe till Icon”. Svenska Dagbladet. 14 september 1999.
5. ↑  ”SVT får ny informationsdirektör”. Resumé. 22 november 2001.
6. ↑  ”Helga Baagøe ny kommunikationsdirektör på SJ”. SJ. 7 februari 2013. Arkiverad från originalet den 12 februari 2015. https://web.archive.org/web/20150212074756/http://nyhetsrum.sj.se/nyheter/2013/2/helga-baagoe-ny-kommunikationsdirektoer-pa-sj.html.
7. ↑  ”SJ:s kommunikationsdirektör slutar efter konflikt med vd:n”. Dagens Media. 11 februari 2015. Arkiverad från originalet den 12 februari 2015. https://web.archive.org/web/20150212105943/http://www.dagensmedia.se/dm_jobb/article3883719.ece. Läst 12 februari 2015.
8. ↑  ”Livskrisen fick Helga Baagøe att ompröva sitt ledarskap”. Chef. 8 april 2016. http://chef.se/livskrisen-fick-helga-baagoe-att-omprova-sitt-ledarskap-liv-och-dod-intervju/.